# Минская мужская гимназия
Минская мужская гимназия — среднее учебное заведение Российской империи в Минске.

## История
В Гродненской и Минской губерниях, присоединенных к России в 1793—1795 годах, уже существовало 15 учебных заведений на уровне средней школы, созданных польской комиссией по образованию по уставу 1783 года; в том числе в Минске.
Минская гимназия была организована на месте губернской школы, которая, в свою очередь, была создана в 1799 году, сначала как губернское училище. В 1803 году получила наименование гимназии. Располагалась она в здании  присутственных мест на Соборной площади (Высокий Рынок, ныне — Площадь Свободы).
В 1812 году гимназические здания были заняты французскими, а затем русскими войсками под госпиталь.
В 1819—1822 годах здесь действовало тайное общество, устав которого написали Адам Мицкевич и Томаш Зан.
С 1833 года окончившим гимназию было дано право на получение начального чина XIV класса при условии удовлетворительного знания русского языка и словесности.
В 1838 году было запрещено преподавание в гимназии на польском языке. В 1844 году для гимназии архитектором К. Хрищановичем было построено новое двухэтажное каменное здание на углу улиц Захарьевской и Губернаторской.
В 1890 году в гимназии насчитывалось 510 учащихся, в 1913 году — 640.
Следствием революции 1905 года стало возвращение польского языка — раз в неделю, правда, к посещению он был необязателен. Занятия вёл брат Богуслава Адамовича. По-польски также начали проводиться уроки религии. 
С августа 1915 по февраль 1918 года в здании гимназии размещался штаб Западного фронта русской армии, а сама гимназия 11 сентября 1915 года была эвакуирована в Москву, где 11 октября возобновило деятельность в помещении Педагогического института имени П. Г. Шелапутина. В августе 1918 года гимназия возвратилась в Минск.
В марте 1919 года, согласно декрету ВЦИК от 16 октября 1918 г. «О среднем образовании», Минская гимназия была преобразована в «Советскую трудовую школу второй ступени № 2».
Здание гимназии, построенное в 1844 году, было полуразрушено в Отечественную войну 1941—1945 гг. и после освобождения Минска его решили не восстанавливать — на этом месте сегодня бульвар напротив домов с номерами 9 и 11 по улице Ленина.

## Известные преподаватели
- Абламович, Игнатий Карлович — физика, химия (1808—1810)
- Андерсон, Николай Иванович — древние языки (1872—1894)
- Гурвич, Осип Яковлевич  законоучитель (с 1881?)

## Известные выпускники
- Глушневич, Михаил Осипович
- Томаш Зан (вып. 1812)
- Станислав Монюшко
- Владимир Спасович (вып. 1845)
- Бенедикт Дыбовский
- Константин Ельский (вып. 1853)
- Тадеуш Корзан
- Ипполит Василевский
- Янка Лучина (Иван Неслуховский)
- Иван Иванович Гольц-Миллер
- Николай Минский (Виленкин) (вып. 1875)
- Иван Зданович
- Антон Левицкий.
- Иван и Антон Луцкевичи (вып. 1902).
- Виктор Осмоловский (1907—1938)[2].
- Евгений Калитовский (1896-1980)[3]

См. также Выпускники Минской гимназии